# زنان زیمبابوه برمی‌خیزند

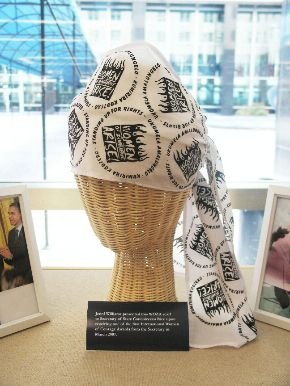
روسری با علامت WOZA، هدیه به کاندالیزا رایس وزیر امور خارجه ایالات متحده آمریکا از جنی ویلیامز.

زنان زیمبابوه برمی‌خیزند (انگلیسی: Women of Zimbabwe Arise) این سازمان در سال ۲۰۰۳ توسط جنی ویلیامز تأسیس شد، این سازمان با استفاده از روش‌های مسالمت آمیز، علیه تجاوز و خشونت خانگی نسبت به زنان و برای تأمین حق آموزش و تغذیه، مبارزه می‌کند.
با وجود بازداشت و سرکوب مداوم اعضای سازمان، هزاران زن در زیمبابوه دراین سازمان فعالیت می‌کنند.
ماگودونگا مالانگو در رأس سازمان «زنان زیمبابوه برمی‌خیزند» قرار دارد.